# Rousserolle des cannes
Acrocephalus rufescens
Pour les articles homonymes, voir Cannes (homonymie).
Espèce
Statut de conservation UICN

 LC  : Préoccupation mineure
La Rousserolle des cannes (Acrocephalus rufescens), aussi appelée Fauvette aquatique roussâtre ou Grande Fauvette aquatique, est une espèce d'oiseaux de la famille des Acrocephalidae. 

## Répartition
Cette espèce est endémique du continent africain.

## Sous-espèces
Il existe 4 sous-espèces de Rousserolle des cannes, d'après Alan P. Peterson :
- Acrocephalus rufescens rufescens ;
- Acrocephalus rufescens senegalensis ;
- Acrocephalus rufescens chadensis ;
- Acrocephalus rufescens ansorgei.

## Statut et préservation
La population mondiale étant estimée à 2,9 millions d'individus, l'UICN a classé cette espèce dans la catégorie LC (préoccupation mineure).

## Photos et vidéos
- Photo d'A.rufescens sur African Bird Club